# Menidia colei
Menidia colei är en fiskart som beskrevs av Hubbs, 1936. Menidia colei ingår i släktet Menidia och familjen Atherinopsidae. Inga underarter finns listade i Catalogue of Life.